# هفت فراری
هفت فراری (انگلیسی: 7 Escape؛ کره‌ای: 7인의 탈출) یک مجموعه تلویزیونی کره جنوبی سال ۲۰۲۳ با بازی اوم کی جون، هوانگ جونگ اوم، لی جون، لی یو بی، شین اون کیونگ، یون جونگ هون، جو یون هی و جو جه یون است. داستان این مجموعه حول محور هفت شخصیت اصلی می‌چرخد. هفت فراری از ۱۵ سپتامبر ۲۰۲۳، روزهای جمعه و شنبه ساعت ۲۲:۰۰ (کی‌اس‌تی) از اس‌بی‌اس پخش شد. این مجموعه همچنین برای استریم در ویو در مناطق منتخب قابل دسترسی است. فصل دوم از ۲۹ مارس تا ۱۸ مه ۲۰۲۴ پخش شد.

## مرور کلی مجموعه
| فصل | قسمت‌ها | قسمت‌ها | تاریخ اصلی روی آنتن رفتن | تاریخ اصلی روی آنتن رفتن | تاریخ اصلی روی آنتن رفتن | زمان پخش (کی‌اس‌تی)                      | میانگین آمار بینندگان (میلیون) |
| فصل | قسمت‌ها | قسمت‌ها | اولین بار                | آخرین بار                | شبکه                     | زمان پخش (کی‌اس‌تی)                      | میانگین آمار بینندگان (میلیون) |
| --- | ------ | ------ | ------------------------ | ------------------------ | ------------------------ | -------------------------------------- | ------------------------------ |
| ۱   | ۱۷     | ۱۷     | ۱۵ سپتامبر ۲۰۲۳          | ۱۷ نوامبر ۲۰۲۳           | اس‌بی‌اس                   | روزهای جمعه و شنبه ساعت (کی‌اس‌تی)       | ۱٫۱۳۳                          |
| ۲   | ۱۶     | ۱۶     | ۲۹ مارس ۲۰۲۴             | ۱۸ مه ۲۰۲۴               | اس‌بی‌اس                   | روزهای جمعه و شنبه ساعت ۲۲:۰۰ (کی‌اس‌تی) | N/A                            |

## بازیگران

### اصلی
- اوم کی جون در نقش متیو لی[۹]
- هوانگ جونگ اوم در نقش گوم لا هی[۹]
- لی جون در نقش مین دو هیوک[۱۱]
- لی یو بی در نقش هان مو نه[۱۲]
- شین اون کیونگ در نقش چا جو ران[۹]
- یون جونگ هون در نقش یانگ جین مو[۹]
- جو یون هی در نقش گو میونگ جی[۱۳]
- جو جه یون در نقش نام چول وو[۱۴]